# 女伶四大皇后選舉
女伶四大皇后選舉，是1930年由天津的《北洋畫報》所舉辦的一次選舉，目的是選出當時京劇界公認最佳的四位女性旦角演員，在當時中國戲劇界娛樂界造成很大的轟動和回響。這個事件也反映了民國時期城市社會文化的許多面向。

## 背景
在近代以前，也有類似於此活動的菊選，其與有長久傳統的妓女花榜一脈相承，方式是由文人之間私下聚會，選出心目中的好演員來表彰，如在清代的北京，每逢科舉會試之年必菊選一次，選十或二十名，二十名則分文武（旦生二榜），放榜時選名勝之地，通知入選者師徒參加盛會，入選演員聲望增加生意也會變好。
而利用現代報刊採公開的方式來舉辦類似的選舉，則始於清末文人李伯元在上海辦《遊戲報》中的花榜，之後類似的妓女花榜選舉陸在續各種小報出現。演員的公開選舉也在民初開始出現，如北京的《順天時報》，於1917年即曾舉辦過票選名角名劇的活動。但一直要到了1930年代，即京劇發展的鼎盛時期，這類的選舉才更加風行熱絡，許多娛樂性報刊紛紛舉辦各種演員票選活動，而其中又以女伶四大皇后選舉最轟動，最受注目。

## 選舉經過
1930年5月3日，天津《北洋畫報》的戲劇專刊出刊滿百期，除了刊有一些紀念性的文章之外，並發布了四大女伶皇后選舉的公告。其大致內容是希望藉由所謂的「公意選舉」來解決戲劇界對於誰才是四個最佳女性旦角演員的爭論，其投票方式採不記名投票，每期的北洋畫報都會附選選票，將所選的四個人寫上寄至報社即可。期限為一個月。
但過了一個月之後，《北洋畫報》又「應讀者要求」延長選期半個月，並且每天公布各演員的票數。開始公布票數之後，各演員的支持者開始緊張，拚命追趕競爭，票數突然開始快速增加，甚至到最後兩天，各主要女演員的票數都增加了一倍之多。當時參選者之一的章遏雲回憶到當時演員和捧角者都努力互相競爭，造成《北洋畫報》銷路大為增加。

## 選舉結果
最後經過激烈的競爭，票數依序為胡碧蘭、孟麗君、雪豔琴、章遏雲獲選為四大女伶皇后，而其中在當時受重視的女演員之一新豔秋則落選為第五名。前幾名得票數都在兩萬票上下，以當時全國最大報紙上海《申報》的銷售量約數萬份來比較，《北洋畫報》以一個小報，能達成此的票數是相當可觀的，也是在當時各報刊所辦演員選舉中少見的。
還舉結束後，在當期的《北洋畫報》刊登了四人的照片上面畫了后冠。並撰文強調四個當選人在演技、武功、唱腔等方面各有優點，因此無分先後，盼望平息支持者們可能的爭端，根據章遏雲回憶，當時有不少落選者的支持者認為有作弊偽造選票等，在各個報刊上引發很多爭論攻訐。 
《北洋畫報》並進一步徵求各演員的當選賀詞，於是之後幾期的戲劇專刊上出現了讀者的各種賀表文書，如給胡碧蘭的賀表中，作者自稱臣，模仿古代皇后登基的賀表文字形式，並用古雅的文字把演員的種種好處吹捧一番，而其中一個章遏雲的支持者，甚至因為她只得到第四名，非常難過，在賀詞寫道「臣甯蹈東海死耳，豈能於小朝廷求活耶？」表現出支持者的「忠心」。

## 事件的歷史分析

### 捧角文化的發展
隨著京劇在清末民國時期的發展，一種演員與觀眾之間捧角文化逐漸產生，參與的「捧角家」來自於有錢商人、文人、學生、清代遺老等，他們用贈詩、寫劇評、捧場、經濟援助等方式與演員們建立私下的關係，並進一步一起認同其所支持的演員，並希望所支持的演員能有好的形象和地位。
四大坤伶選舉的參與，即反映了捧角家們的這種心態和作法。選舉這種看似較有公信力的競爭方式（相較而言，劇評或贈詩裡的吹捧比較像是一家之言），使他們甚為在意勝負，用盡各種方式希望所支持的演員能夠獲勝，以提高所支持者其在戲劇界的形象，選後賀表的內容中的吹捧和落敗者的失望，更鮮明反映他們對演員的認同感。

### 女演員地位的改變
在近代以前，京劇的舞台上僅有男性演員，一直到清同治年間才有女演員開始在上海出現，並逐漸影響到天津武漢，最後是北京。但早期的女演員地位低下，被視同於妓女，而她們演的戲，也被一般看戲人士評為「不入流」，捧場的觀眾也大多是喜好女演員的外貌或為私下結識女演員而來。
但到了1930年代，隨著女演員人數的增加以及技藝上的進步，雖然對她們輕視仍然存在，且女性旦角在京劇藝術上的地位仍不能與「四大名旦」為首的男性演員相提並論，但已經有不少劇評開始對她們另眼相待，認為頂尖的女性演員已足以匹敵男性演員。
在這場選舉中即可以看到這種對京劇女演員看法的改變，首先「四大皇后」即是因為先有「四大名旦」而出現的頭銜，即表示雖然認為男女演員之間仍有差距，因此要以性別作區分來選舉，但也認為女性演員中，足以選出各方面表現優異的演員，而不再完全是「不入流」的。其次，在選舉的過程及結果裡，她們被支持者的文字們形塑成具有很崇高的地位形象，而雖然許多投票的人不一定是因藝而是因色才支持某位女演員，但《北洋畫報》卻更強調她們唱腔、身段、武功表現等方面的優異，來展示這各選舉結果的合理性。

### 新式媒體與「公意」的展現
新式的媒體報刊在清代後期開始出現，逐漸成為城市居民獲取資訊的重要管道，並在市民心中取得了較高的地位權，重要的報紙如上海的《申報》開始成為具有公信力的消息來源，並藉著讀者投書成為市民發抒討論看法的媒介，但儘管如此，仍然只能是少數精英人物參與其中。
娛樂性質的小報則改變了這種情形，其輕鬆娛樂的性質讓更多人能參與投稿，而類似選舉的舉辦則讓在民國時期現實政治混亂之下，無從表達民意的市民，有了一種抒發意見的管道。《北洋畫報》即為小報性質的刊物，其所舉辦的這次選舉即發揮這種展現「公意」的作用，各派的捧角家雖然平常也會自己替支持的演員奉上種種響亮的稱號，但其遠不及這種以「公意」為號召的選舉所得到的頭銜來的重要，因此這次選舉能受到大家的歡迎重視。而報刊則藉菊選的方式，也可看出其企圖在廣大的戲劇觀眾之中，掌握「公意」的力量，藉此來增加其刊物的權威性及發售量。